# Virga

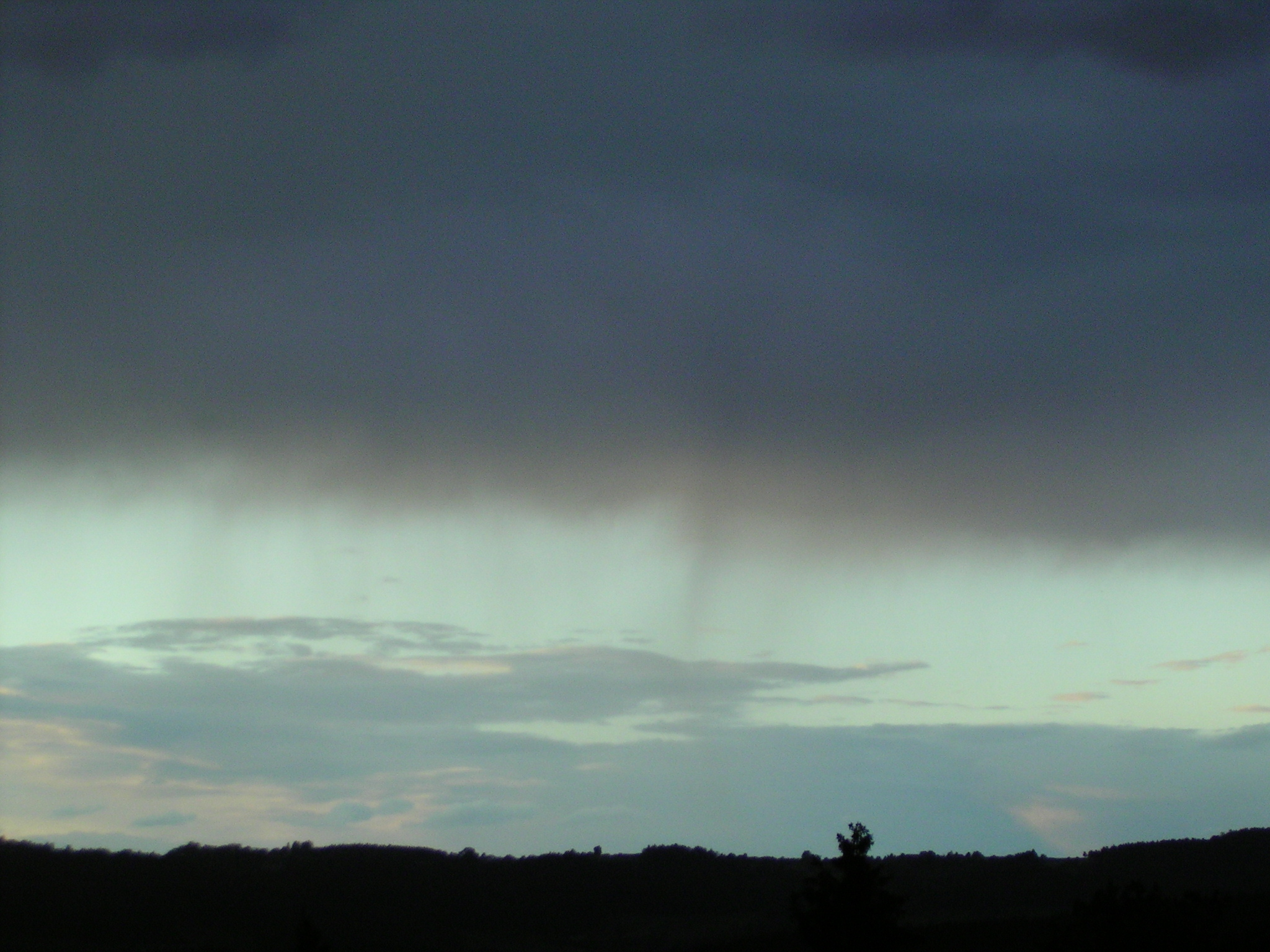
Virga dintr-un nimbostratus

Virga este fenomenul meteorologic caracterizat prin deplasarea pe verticală a picăturilor de ploaie dintr-un nor aflat la înălțimi medii (peste 2000 de metri) până la la înălțimi joase (600-1000 m), când, datorită curenților ascendenți sau datorită aerului foarte cald, picăturile de ploaie fie se ridică în atmosferă în forma în care s-au deplasat fără modificări substanțiale în structura lor, fie se evaporă datorită aerului cald întâlnit la suprafața terestră. Fenomenul meteorologic are ca principală caracteristică dârele de ploaie din atmosferă care nu ating suprafața terestră. Norii caracteristici pentru producerea fenomenului sunt norii altocumulus, îndeosebi cei cumulonimbogenitus. Particulele de apă sau vaporii rezultați în urma fenomenului sunt fie absorbiți de alți nori aflați la diferite înălțimi, fie urcă la înălțimi mai mari, transformându-se în nori cirrus sau cirrostratus.
Fenomenul apare deseori în deșert și în zonele de clima temperată.